# Instytut dominikański z Orleanu
Instytut dominikański z Orleanu – żeński instytut świecki związany z duchowością dominikańską, na prawie diecezjalnym. Liczy ok. 180 członkiń, z czego 41 w Polsce. Działa we Francji, w Belgii, w Anglii, w Polsce (od 1947), w Afryce i na Haiti.
Powstał w 1957 z założonej w 1890 przez Jeanne Leplâtre i współdziałającego z nią Raymonda Boulangera OP wspólnoty Mała Grupa Dominikańska Chrystusa Ukrzyżowanego. Grupa ta powstała w diecezji orleańskiej, w 1904 uzyskała zatwierdzenie przez biskupa Orleanu, w 1941 została afiliowana do dominikanów.
Celem Instytutu jest realizacja dominikańskiej maksymy "contemplare et contemplata aliis tradere" w życiu świeckim. Kładzie się w nim szczególny nacisk na modlitwę, zwłaszcza godziny kanoniczne i refleksję nad problemami świata współczesnego.